# Wozdwyżenka (rejon pokrowski)
Wozdwyżenka (ukr. Воздвиженка) – wieś na Ukrainie, w obwodzie donieckim, w rejonie pokrowskim, w hromadzie Hrodiwka. W 2001 liczyła 381 mieszkańców. Według stanu na 17 czerwca 2024 r. w Wozdwiżence mieszkało kilka osób.